# Медведев, Дмитрий Петрович (игрок в мини-футбол)
Дмитрий Петрович Медведев (род. 21 ноября 1995, посёлок Гражданский, Самарская область) — российский игрок в мини-футбол, вратарь.

## Биография
В 2003 году вместе с семьёй переехал в Норильск, где в 2006 был зачислен ДЮСШ № 6 на отделение мини-футбола. После окончания спортивной школы в 2013 был зачислен в дублирующий состав «Норильского никеля», где отыграл 4 сезона в Кубке Дублей команд Суперлиги (23 игры), в сезоне 2013/14 вместе с командой выиграл кубок.
Во время обучения в Московской государственной академии физической культуры играл за местную команду, которая выиграла серебро в Золотой лиге АМФР и бронзу чемпионата Москвы.
Сезон 2016/17 играл за «Политех» из Санкт-Петербурга, который выступал в высшей лиге. Сыграл 17 матчей, вместе с командой вышел в плей-офф и занял в итоге 5 место.
На правах аренды перешёл в нефтеюганский «БЛиК». Вместе с командой выступал в высшей лиге 2017/18, сыграл 25 игр. В Кубке России дошёл до 1/8 финала, в первенстве выиграл с клубом серебряные медали.
На следующий сезон он остался в нефтеюганском клубе, но уже в качестве участника Суперлиги. В августе 2018 года с командой взял серебро на предсезонном турнире на призы Тюменской области. В чемпионате России сыграл 28 игр. В марте 2019 «БЛиК» снялся с турнира по финансовым причинам, а Медведев остался свободным агентом.
В августе 2019 года, Медведев подписал контракт с мини-футбольным клубом «Северная двина» из Архангельска, выступающий в Высшей лиге (Конференция «Запад»)

## Достижения
- Серебряный призёр Высшей лиги: 2017/2018
- Серебряный призёр международного турнира по мини-футболу на призы Тюменской области: 2018
- Победитель Кубка дублей команд Суперлиги: 2013/2014
- Серебряный призёр Золотой лиги АМФР: 2015